# Glomosporium amaranthi
Glomosporium amaranthi är en svampart som beskrevs av Hirschh. 1945. Glomosporium amaranthi ingår i släktet Glomosporium och familjen Glomosporiaceae.   Inga underarter finns listade i Catalogue of Life.